# إيرل موسلي
إيرل موسلي (بالإنجليزية: Earle Mosley)‏ هو مدرب رياضي أمريكي، ولد في 20 ديسمبر 1946.